# Elemento ultraconservado
Un elemento ultraconservado es una región del ADN que es idéntica por lo menos en dos o más especies completamente diferentes. Uno de los primeros estudios sobre elementos ultraconservados en humanos mostró que ciertas secuencias de ADN de una longitud de 200 nucleótidos o mayores estaban totalmente conservadas y eran idénticas a las secuencias de ratones y ratas. A pesar de ser secuencias de ADN no codificantes, algunos elementos ultraconservados son transcricionalmente activos  originando moléculas de ARN no codificante.
La perfecta conservación de estos largos tramos de ADN tienen una fuerte importancia en la evolución y los análisis filogenéticos ya que estas regiones pueden conservarse fácilmente en 400 o 300 millones de años. La probabilidad de encontrar elementos ultraconservados por azar (bajo la evolución neutra) fue estimada como menor a 10−22 en 2,9 miles de millones de bases.
En el genoma humano fueron identificados alrededor de 481 elementos ultraconservados. Una base de datos que recoge información sobre elementos ultraconservados (UCbase) en otras especies animales demostró un 100% de identidad entre humanos, ratones y ratas (Ver Euarchontoglires#Filogenia). Un estudio que comparó los elementos ultraconservados en humanos y el pez Takifugu rubripes propuso que fueron importantes en la evolución y desarrollo de los vertebrados.
Un proyecto titulado "Zoonomia" amplió y perfeccionó el catálogo de elementos ultraconservados en el genoma humano mediante la alineación Cactus, incrementándolo en 13 veces y proporcionando así un recurso valioso para explorar rasgos esenciales en mamíferos. El conjunto original de 481 elementos ultraconservados en mamíferos consiste en elementos con una longitud superior a 200 pb y una secuencia idéntica entre humano, ratón y rata. La mayoría de ellos no codifican proteínas y muchos funcionan como potenciadores durante el desarrollo embrionario.
En este proyecto se introduce el término "elementos ultraconservados de Zoonomia" (zooUCEs) el cual se refiere a regiones de 20 pb o más donde cada posición es idéntica en al menos 235 de las 240 (98%) especies en la alineación. Al igual que los elementos ultraconservados originales, se encuentran enriquecidos cerca de genes cuyos productos están involucrados en procesos biológicos relacionados con la transcripción y el desarrollo.